# Robert Bentley (botánico)
Robert Bentley ( * Hitchin, Inglaterra, 25 de marzo de 1821 - Inglaterra, 24 de diciembre de 1893 ) fue un profesor y botánico británico .

## Biografía
Mientras era aprendiz de boticario en Tunbridge Wells, desarrolló el interés por la Botánica. Estudiaría Medicina en el King's College de Londres, y sería electo miembro del Royal College of Surgeons en 1847 y de la Sociedad Linneana de Londres en 1849. 
Robert Bentley, profesor de botánica, escribió y editó varios manuales de botánica con fines educativos.

En colaboración con Trimen elaboró un libro sobre las principales plantas medicinales empleadas como remedios curativos en Medicina, con figuras originales, descripciones, propiedades, partes que se usan como remedio, y productos que se obtienen de ellas, en 4 volúmenes y más de 300 ilustraciones coloreadas a mano.

## Obras
- A Manual of Botany: including the structure, functions, classification, properties, and uses of plants, etc. Bentley, Robert. 1861-1887
- Botany  Bentley, Robert. 1875
- Medicinal Plants: being descriptions with original figures of the principal plants employed in medicine and an account of the characters, properties, and uses of their parts and products of medicinal value  Bentley, Robert & Trimen, Henry. 4 Volúmenes en 42 partes. 1880
- The Student’s Guide to Structural, Morphological, and Physiological Botany Bentley, Robert. 1883
- The Student's Guide To Systematic Botany Bentley, Robert. 1884
- A Text-book of Organic Materia Medica, comprising a description of the vegetable and animal drugs of the British Pharmacopoeia, with other non-official medicines, etc. Bentley, Robert. 1887

- La abreviatura «Bentley» se emplea para indicar a Robert Bentley como autoridad en la descripción y clasificación científica de los vegetales.[1]